# Hyloxalus sylvaticus
Hyloxalus sylvaticus es una especie de anfibio anuro de la familia Dendrobatidae.

## Distribución geográfica
Esta especie es endémica del Perú. Habita en la provincia de Huancabamba en la región de Piura y en la provincia de San Ignacio en la región de Cajamarca entre los 2000 y 3250 m sobre el nivel del mar en la Cordillera Cuchallí, Huancabamba y Tabaconas.

## Descripción
Los machos miden de 20.8 a 25.7 mm y las hembras de 27.1 a 30.0 mm.

## Publicación original
- Barbour & Noble, 1920 : Some Amphibians from North-Western Peru, with a Revision of the Genera Phyllobates and Telmatobius. Bulletin of the Museum of Comparative Zoology at Harvard College, vol. 63, p. 395-427[6]